# Pristimantis boulengeri
Pristimantis boulengeri es una especie de anfibio anuro de la familia Craugastoridae.
Es endémica de Colombia, entre 2520 y 2920 m de altitud.
No está amenazada.